# Pubilla (dret)

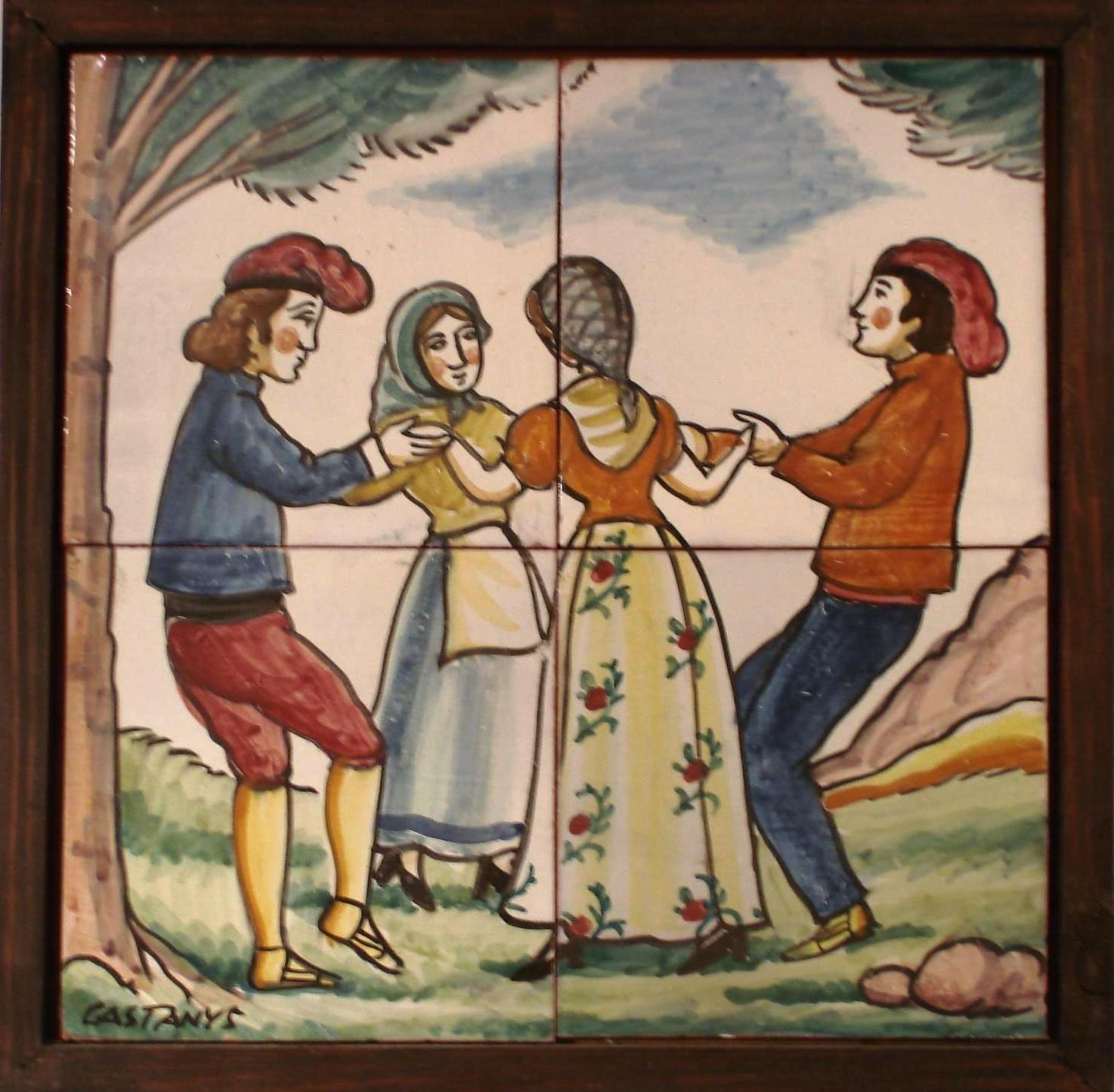
Grup d'hereus i pubilles amb indumentària tradicional catalana

La pubilla, pubila o pobila és una figura jurídica legal a Catalunya recollida dins el Dret Civil Català i que era costum de seguir durant els segles xviii i xix. Es tractava de donar l'herència de la família i la responsabilitat de donar continuïtat al patrimoni familiar a la noia gran quan no hi havia cap home per ser hereu. La resta de fills s'anomenaven cabalers i s'havien de buscar la vida fora de l'àmbit familiar o treballar per l'hereu o la pubilla. A la pràctica no s'aplica perquè el dret civil català només obliga a llegar el 25% del patrimoni als fills i a tots, no només al o la gran. La figura sorgeix en l'edat mitjana per la necessitat d'evitar la divisió del patrimoni familiar i mantenir l'economia familiar, basada llavors en l'agricultura. A partir d'aquesta figura des de mitjans del segle xx es duen a terme diversos actes folklòrics.